# Bibliografia Ursulei K. Le Guin
Aceasta este o bibliografie a autoarei americane de science fiction și fantasy Ursula K. Le Guin.

## Ficțiune

### Terramare

#### Romane din Terramare
- A Wizard of Earthsea (1968)

ro. Un vrăjitor din Terramare - editura Alexandria 2007, traducere Raluca Pușcău și Diana Groza
- The Tombs of Atuan (1971)

ro. Mormintele din Atuan - editura Alexandria 2008, traducere Raluca Pușcău și Diana Groza
- The Farthest Shore (1972) - câștigător al National Book Award

ro. Cel mai îndepărtat țărm - editura Alexandria 2010, traducere Raluca Pușcău și Diana Groza
- Tehanu: The Last Book of Earthsea (1990)

ro. Tehanu - editura Alexandria 2010
- The Other Wind (2003) - câștigător al premiului World Fantasy, 2002

Notă: Povestirea "Dragonfly" din Tales from Earthsea se încadrează între Tehanu și The Other Wind și, conform lui Le Guin, constituie "o importantă punte de legătură în serie către un tot unitar".

#### Povestiri din Terramare
- - "The Word of Unbinding" (1975) - apărută în The Wind's Twelve Quarters și publicată inițial în numărul din ianuarie 1964 al revistei Fantastic
  - "The Rule of Names" (1975) - apărută în The Wind's Twelve Quarters
  - "Dragonfly" - apărută în Legends, editată de Robert Silverberg și în Tales from Earthsea
- Tales from Earthsea (2001) - culegere de povestiri, câștigătoare a premiului Endeavour

### Ciclul Hainish

#### Cărți din ciclul Hainish
- Rocannon's World (1966)

ro. Lumea lui Rocannon - editura Orion 1990 și editura Nemira 2006, 2015 traducere Mihai-Dan Pavelescu
- Planet of Exile (1966)

ro. Planeta exilului - editura Nemira 2015 traducere Mihai-Dan Pavelescu
- City of Illusions (1967)

ro. Orașul iluziilor - editura Nemira 2015 traducere Mihai-Dan Pavelescu
Notă: Aceste trei cărți au fost re-publicate într-un singur volum, Worlds of Exile and Illusion (1996)
- The Left Hand of Darkness (1969) - câștigător al premiilor Hugo și Nebula 1970

ro. Mâna stângă a întunericului - editura Nemira 1994 și 2006, traducere Mihai-Dan Pavelescu
- The Dispossessed: An Ambiguous Utopia (1974) - câștigător al premiilor Nebula 1974, Hugo și Locus SF 1975

ro. Deposedații - editura Nemira 1995, traducere Emil Sârbulescu
- The Word for World is Forest (1976) - câștigător al premiului Hugo

ro. Lumii îi spuneau pădure - editura Mondial 1993
- Four Ways to Forgiveness (1995) - patru povestiri despre ecumeni
- The Telling (2000) - câștigător al premiilor Locus SF 2001 și Endeavour

#### Povestiri din ciclul Hainish
- - "Dowry of the Angyar" (1964) - a apărut sub titlul "Semley's Necklace" în The Wind's Twelve Quarters și a fost folosită ca prolog în Lumea lui Rocannon
  - "Winter's King" (1969) - a apărut în The Wind's Twelve Quarters
  - "Vaster Than Empires and More Slow" (1971) - a apărut în The Wind's Twelve Quarters
  - "The Day Before the Revolution" (1974) - a apărut în The Wind's Twelve Quarters și a câștigat premiul Nebula și premiul Locus)
  - "The Shobies' Story" (1990) - a apărut în Pescarul de pe marea interioară
  - "Dancing to Ganam" (1993) - a apărut în Pescarul de pe marea interioară
  - "Another Story OR A Fisherman of the Inland Sea" (1994) -  a apărut în Pescarul de pe marea interioară
  - "The Matter of Seggri" (1994) - a apărut în The Birthday of the World și a câștigat premiul James Tiptree, Jr.
  - "Unchosen Love" (1994) - a apărut în The Birthday of the World
  - "Solitude" (1994) - a apărut în The Birthday of the World și a câștigat premiul Nebula
  - "Coming of Age in Karhide" (1995) - a apărut în The Birthday of the World
  - "Mountain Ways" (1996) - a apărut în The Birthday of the World și a câștigat premiul James Tiptree, Jr.
  - "Old Music and the Slave Women" (1999) - a apărut în The Birthday of the World

### Poezie și povestiri despre Orsinia
- - "Folksong from the Montayna Province" (1959)
- Orsinian Tales (1976)
  - "The Diary of the Rose" (1976) - a apărut în Roza vânturilor
- Malafrena (1979)
  - "Two Delays on the Northern Line" (1979) - a apărut în Roza vânturilor
  - "Unlocking the Air" (1996) - a apărut în Unlocking the Air

### Diverse romane si culegeri de povestiri
- The Lathe of Heaven (1971) - ecranizat în 1980 și 2002, câștigător al premiului Locus SF, 1972

ro. Sfâșierea cerului - editura Trei 2013
- The Eye of the Heron (1983) - publicată inițial în antologia Millennial Women

ro. Ochiul bâtlanului - editura Infotronic 1996
- The Beginning Place (1980) - apărut și sub titlul Threshold în 1986
- Always Coming Home (1985)
- Lavinia (2008) - nominalizat la premiul Locus Fantasy, 2009

Notă: Le Guin spunea ca Ochiul bâtlanului poate fi parte a ciclului Hainish.

### Culegeri de povestiri
- The Wind's Twelve Quarters (1975)
- The Compass Rose (1982)

ro. Roza vânturilor (traducere de Mihai Samoilă) - editura Infotronic 1997
- Buffalo Gals (1987)
- Searoad (1991)
- A Fisherman of the Inland Sea (1994)

ro. Pescarul de pe marea interioară - editura Infotronic 1996
- Unlocking the Air (1996)
- The Birthday of the World (2002)
- Changing Planes (2003)

### Cărți pentru copii și tineri

#### The Catwings Collection
- Catwings (1988)
- Catwings Return (1989)
- Wonderful Alexander and the Catwings (1994)
- Jane on her Own (1999)

#### Cronicile Ținuturilor din Apus
- Gifts (2004)

ro. Daruri - editura Corint Junior 2010, traducere Mihai-Dan Pavelescu
- Voices (2006)

ro. Voci - editura Corint Junior 2011, traducere Mihai-Dan Pavelescu
- Powers (2007) - câștigător al premiului Nebula, 2008

ro. Puteri - editura Corint Junior 2012, traducere Mihai-Dan Pavelescu

#### Alte cărți pentru copii și tineri
- Very Far Away from Anywhere Else (1976)
- Leese Webster (1979)
- Solomon Leviathan's Nine Hundred and Thirty-First Trip Around the World (1984)
- A Visit from Dr. Katz (1988)
- Fire and Stone (1989)
- Fish Soup (1992)
- A Ride on the Red Mare's Back (1992)
- Tom Mouse (2002)

## Non ficțiune

### Proză
- The Language of the Night (1979) - ediție revizuită 1992
- Dancing at the Edge of the World (1989)
- Revisioning Earthsea (1992) - eseu
- Steering the Craft (1998) - despre scris
- The Wave in the Mind (2004)
- Cheek By Jowl: Essays (2009)

### Poezie
- Wild Angels (1974)
- Hard Words (1981)
- Wild Oats and Fireweed (1988)
- Blue Moon over Thurman Street (1993) - cu Roger Dorband
- Going Out with Peacocks (1994)
- Sixty Odd (1999)
- Incredible Good Fortune (2006)

### Cărți ieftine
- Walking in Cornwall (1976)
- Tillai and Tylissos (1979) - cu Theodora Kroeber
- In the Red Zone (1983) - cu Henk Pander
- No boats (1992)

### Traduceri
- Lao Tzu: Tao Te Ching (1997)
- The Twins, the Dream / Las Gemelas, el sueno (1997) - cu Diana Bellessi
- Kalpa Imperial (2003) de Angélica Gorodischer
- Selected Poems of Gabriela Mistral (2003)

### Critică
- Dancing at the Edge of the World (1989)
- The Language of the Night (1979) - ediție revizuită 1992
- Steerling the Craft (1998)
- The Wave in the Mind (2004)
- Cheek by Jowl (2009)